# Arnobe le Jeune
Pour les articles homonymes, voir Arnobe.
Arnobe le Jeune (en latin Arnobius Junior) est un écrivain ecclésiastique latin du milieu du Ve siècle.
Son nom est lié à trois ouvrages, dont il est très douteux qu'ils soient du même auteur : un Commentaire sur les Psaumes, un traité de morale religieuse adressé à une dame de l'aristocratie appelée Grégoria, et un texte dialogué intitulé Dispute du catholique Arnobe avec Sérapion (Conflictus Arnobii catholici cum Serapione). 
Le Commentaire, qui est bien d'« Arnobe », est dédié aux évêques gaulois « Léonce et Rustique ». Le second est probablement Rustique de Narbonne (contemporain du pape Léon Ier, mort sans doute en 461) et le second Léonce d'Arles (évêque à partir de 456 ou 461), ou peut-être Léonce de Fréjus (signalé en 431). C'est un texte assez court qui consiste essentiellement à rapporter allégoriquement le contenu des Psaumes au Christ et à l'Église chrétienne. Il est nettement de tendance « semi-pélagienne » (cf. la mention de l'« hérésie » « quæ dicit Deum alios prædestinasse ad benedictionem, alios ad maledictionem »), et on perçoit même une volonté de réfuter les thèses de saint Augustin.
Le Liber ad Gregoriam in Palatio constitutam, en vingt-cinq chapitres, est un traité où l'auteur répond aux questions existentielles d'une riche matrone chrétienne confrontée à des déboires conjugaux et inquiète pour son salut. L'ouvrage paraît de même époque et de même inspiration « pélagianisante » que le Commentaire, qui semble même connu, mais il n'est pas vraiment certain qu'il s'agisse du même auteur.  
Le troisième texte, dont l'auteur, sans se nommer, se déclare membre de l'Église de Rome, est un dialogue polémique entre deux personnages, « Arnobe » et « Sérapion », dont le second est un monophysite, mais défend des positions très variées sur la Trinité, la christologie, la question de la grâce et du libre-arbitre, et est chaque fois réfuté par son interlocuteur catholique ; le texte est postérieur au Tome à Flavien de Léon Ier (449), et sans doute antérieur à la mort de ce pape (461) ; en conclusion « Arnobe » déclare qu'il « accepte et défend l'enseignement de saint Augustin sur le pélagianisme », ce qui ne correspond en tout cas pas à la tendance des deux autres textes. 
Le Commentaire sur les Psaumes fut publié pour la première fois à Bâle en 1522 par Érasme, qui l'attribua par erreur à Arnobe l'Ancien. Une autre édition est celle de Laurent de La Barre (Paris, 1639), avec le Contre les païens d'Arnobe l'Ancien (la confusion persistait), mais aussi avec un petit ensemble de notes sur les Évangiles de Matthieu, de Luc et de Jean, qui pourraient être vraiment d'Arnobe le Jeune. La Dispute avec Sérapion a été éditée pour la première fois par François Feuardent en même temps que son édition d'Irénée de Lyon (Cologne, 1596).  
L'Histoire littéraire de la France lui consacre un chapitre.